# Herringe
Herringe er en landsby på Fyn med 205 indbyggere  (2024). Herringe er beliggende syv kilometer syd for Ringe og 29 kilometer syd for Odense. Landsbyen tilhører Faaborg-Midtfyn Kommune og er beliggende i Region Syddanmark.
Den hører til Herringe Sogn, og Herringe Kirke ligger i landsbyen.

## Historie
Herringe er anlagt som en kirke-adelby i overgangen mellem vikingetid og middelalder.
En adelby er modsat de middelalderlige udflytterbebyggelser ikke anlagt ved udflytning.
Herringe er første gang nævnt i år 1348 i formen Hæringhæ. Forleddet har sikkert her betydet “stengrund”. Herringes jorde er jævne og stenede (i hvert fald tidligere) -Inge er oprindelig stedbetegnelsen afledt af indbyggernavne efter slægtsnavne og viser at byen er dannet før vikingetiden.
Mod øst er rydningsbyen Rudme udskilt af det oprindelige ejerlav.
Inden 1660 lagdes den lille landsby Bjerte syd for Fjællebro under gårdens marker tillige med en gård i Herringe.
Efter udskiftningen er der blevet flyttet 2 gårde, således at i alt 7 af oprindelig 11 gårde ligger på deres gamle tomter - derudover ligger flere husmandssteder efter udskiftningstiden stadig på deres oprindelige sted. Vejforløbet er uændret - langs vejen mod øst, altså nord for den gamle landsby, er der kommet en del nybebyggelse til, hovedparten heraf er placeret helt mod øst i ejerlavet omkring skolen.
I 2008 fandt en amatørarkæolog de første mønter fra en stor sølvskat fra vikingetiden, som Odense Bys Museer senere udgravede i 2009. Skatten indeholdt en stor mængde arabiske sølvmønter.